# Leo von Skorzewski
Leo Graf von Skorzewski, auch Leon Graf von Skorzewski (vollständiger Name Leon Friedrich Valentin Arnold Graf Skorzewski-Labizyn) (* 28. Juni 1845 in Posen; † 3. März 1903) war ein Gutsbesitzer und Reichstagsabgeordneter.
Skorzewski war Herrschaftsbesitzer auf Schloss Lubostron bei Labischin und Besitzer der Herrschaft Labischin sowie der Rittergüter Oporowo, Zalachowo, Smerzyn, Pszczolczyn, Karpie, Klodzyn, Zamosc, Smogorzewo, Oporowko und Norvino, gesamt 49.700 Morgen.
Von 1871 bis 1874, 1877 bis 1878 und 1881 bis 1887 war er Mitglied des Deutschen Reichstags für die Polnische Fraktion für den Wahlkreis Bromberg 2 (Wirsitz - Schubin).